# 14074 Riccati
14074 Riccati eller 1996 NS är en asteroid i huvudbältet som upptäcktes den 11 juli 1996 av San Vittore-observatoriet i Bologna. Den är uppkallad efter Jacopo Riccati och hans tre söner Vincenzo, Giordano och Francesco.